# Liste der Patriarchen von Antiochia
Die Liste umfasst die Patriarchen von Antiochia (bis 513). Diesen unterstanden die Bischöfe in Syrien, Palästina, Mesopotamien, Armenien, Georgien und Indien.

## Patriarchen bis 513
- Simon Petrus 45–53
- Euodius 53–68
- Ignatius 68–100
- Heros I. 100–127
- Cornelius 126–151
- Heros II. 151–169
- Theophilus 169–188
- Maximianus 188–191
- Serapion 191–212
- Asklepiades 212–218
- Philetus 218–231
- Zebinus 232–240
- Babylas 240–253
- Fabius 253–256
- Demetrianus 256–260
- Paulus I. von Samosata 260–268
- Domnus I. 268–273
- Timaios 273–277
- Kyrillos I. 277–299
- Tyrannion 299–308
- Vitalius I. 308–314
- Philogonios 314–324
- Paulinos I. 324
- Eustathios 325–332
- Paulinus I. 332
- Eulalius 332
- Euphronios 333–334
- Placentius 334–341
- Stephan I. 342–344
- Leontios 345–350
- Eudoxios 350–354
- Meletios I. 354
- Eudoxios 354–357
- Annias (Ammianus) 357–360
- Meletios 360–361

Meletisches Schisma
Patriarchen des Meletios
- Meletios 362–381
- Flavianus I. 384–404
- Porphyrios 404–408
- Alexander I. 408–418

Patriarchen des Eustathios von Antiochien
- Paulinus II. 362–388
- Euagrios 388–392/393

Homoische Patriarchen
- Euzoius 361–378
- Dorotheos I. 376–381

Patriarchen des Apollinaris von Laodicea
- Vitalis 376–?

Ende des Schismas
- Theodotos von Antiochia 418–427
- Johannes I. 427–443
- Domnus II. 443–450
- Maximus 450–459
- Basileios I. 459
- Acacius 459–461
- Martyrios 461–465
- Petrus Fullo 465–466
- Julianus 466–474
- Petrus Fullo 474–475
- Johannes II. 475–490
- Stephan II. 490–493
- Stephan III. 493–495
- Kallandion 495
- Johannes III. Codonatus 495–497
- Palladios 497–505
- Flavianus II. 505–513

Schisma

## Patriarchen nach 512
Nicht-chalkedonensische Kirchen
- Liste der syrisch-orthodoxen Patriarchen von Antiochien
- Syrisch-katholische Patriarchen von Antiochien (chalkedonensisch) (seit 1783)

Chalkedonensische Kirchen
- Liste der griechisch-orthodoxen Patriarchen von Antiochien (seit 518)
- Liste der griechisch-melkitisch-katholischen Patriarchen von Antiochien (seit 1724)
- Liste der maronitischen Patriarchen von Antiochien (seit 686)
- Lateinische Patriarchen von Antiochien (römisch-katholisch, 1098–1964)